# Rivolta della Leventina
La rivolta della Leventina dal 1755 è stata il tentativo del Parlamento della Valle Leventina di opporsi alla soppressione di alcune proprie libertà da parte del Governo urano. In seguito al fallimento della rivolta, il 2 giugno 1755, le prerogative della Leventina vennero ridimensionate.

## La Leventina prima del Settecento

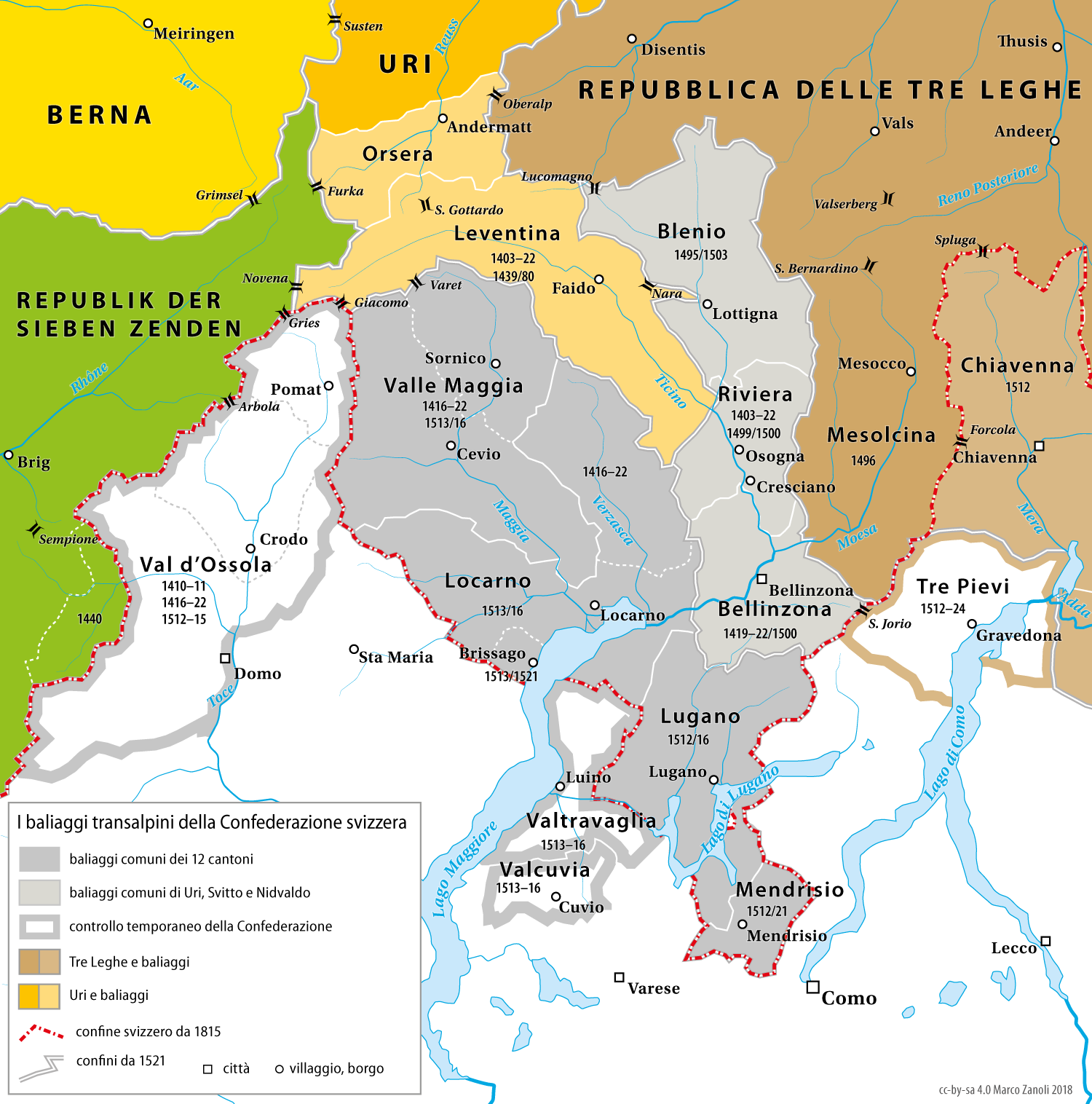
Cartina delle campagne transalpine dei Confederati: la Leventina passò a Uri una prima volta nel 1403 e definitivamente nel 1439.

L'insofferenza dei leventinesi verso il dominio esercitato dai feudatari milanesi (cui i Canonici del Duomo di Milano appaltavano l'amministrazione della valle) sfociò nella stipulazione di un'alleanza difensiva con le valli vicine (la Valle di Blenio e la Valle Riviera → Patto di Torre). Una rivolta capeggiata dall'avogadro di Airolo Alberto Cerro contro Ottone Visconti è segnalata nel 1290. Nel 1403, i vallerani si legano con un  trattato di comborghesia al Canton Uri e al Canton Obvaldo (legati, a loro volta, dal Patto confederale dal 1291): il Trattato segnò il distacco della Leventina dal Ducato di Milano. Nel 1422 Milano riconquistò temporaneamente la valle (→ Battaglia di Arbedo), ma nel 1439 le armate milanesi, spinte da urani e leventinesi, abbandonarono definitivamente la regione e cedettero ogni diritto su di essa nel 1466 (→ Battaglia di Giornico). La Leventina, conservando una larga autonomia, venne integrata nel Canton Uri. La popolazione forniva una parte delle truppe urane (26 leventinesi ogni 100 urani): gli ufficiali erano leventinesi, guidati da un  capitano generale (anch'egli vallerano) presente nel Consiglio di guerra urano. I leventinesi affiancarono gli urani nelle campagne militari all'interno della Confederazione e all'estero (come a Marignano). Con il passare degli anni i leventinesi si videro riconosciute sempre maggiori libertà e prospettarono la parificazione con gli abitanti di Uri. La tendenza si invertì però a metà del Settecento, quando le prerogative del Parlamento di Leventina vennero sempre più limitate.

## Lo statuto del 1713

Lo stemma di Faido, sino al 1798 emblema di tutta la Leventina.

A metà del Settecento la Leventina contava circa 7 634 abitanti (1547 famiglie). La valle formava un solo comune che comprendeva otto vicinanze: Bedretto, Airolo, Quinto, Prato, Faido, Chiggiogna, Chironico e Giornico. Vi erano  inoltre 30 degagne (assemblee formate dai proprietari del bestiame che si occupavano della gestione degli alpeggi e del diritto di soma sul strada del San Gottardo) e 70 vicinati (assemblee delle frazioni e dei piccoli nuclei). Gli statuti della valle vennero modificati più volte, facendo sempre riferimenti a quelli precedenti. La carta del 1713 (che riprendeva quella del 1656) stabiliva che a Faido vi era la sede del  Parlamento di Leventina (l'assemblea degli uomini della valle). Il Parlamento eleggeva il Landvèbal (termine mutuato dal tedesco Landweibel, “usciere del paese”) che doveva essere della vicinanza di Faido e aveva il compito di servire i tribunali di tutte le vicinanze. Il Secondo vèbal (ted. Weibel) veniva anch'egli eletto dalla vicinanza di Faido e aveva giurisdizione su Faido e Chiggiogna. Il Landvèbal e il Secondo vèbal sceglievano anche i due Vèbal di Chironico e Prugiasco. Le altre quattro vicinanze eleggevano autonomamente il proprio Vèbal. Accanto al Landvèbal, vi era il Landfogto (rappresentante del Canton Uri, cui apparteneva il baliaggio della Leventina) che risiedeva a Faido e aveva la funzione di giudice per i casi più gravi. Sottoposta al Parlamento, l'assemblea della vicinanza eleggeva il Console della vicinanza che era competente per la partecipazione della vicinanza agli organi della Valle (il Parlamento di Leventina e il Consiglio di Valle), per l'esecuzione degli ordini superiori, la chiesa parrocchiale, la tassazione e la gestione dei boschi. Al di sotto della vicinanza, l'assemblea della degagna eleggeva il Console della degagna, responsabile per la gestione degli alpeggi, i lavori comuni, la manutenzione delle strade e dei sentieri e per il reclutamento dei contingenti militari. L'unità più piccola era il vicinato: la cui assemblea eleggeva il Console del vicinato che sovrintendeva alla Cappellania scolastica (una prima, rudimentale scuola pubblica), agli attrezzi comuni, alla pulizia delle piazze e delle fontane e alla distribuzione dell'assistenza pubblica ai poveri della comunità.

## I fatti del 1755
Nel 1754 il Parlamento di Leventina lamentò che l'emissario urano, il landfogto Jakob Anton Gamma, giudicava anche casi di competenza del Parlamento. In particolare, il Landfogto esigeva che venissero redatti (conformemente alla decisione presa dal Consiglio generale di Uri il 6 aprile 1754) gli inventari dei beni dei minori (le tutele, campo nel quale si riscontravano, secondo Uri, numerosi abusi). I leventinesi si rifiutarono di applicare la decisione (ritenendo la questione delle tutele di propria competenza). I primi appelli delle autorità di Uri (28 giugno) vennero ignorati e, in risposta, al Piottino i Leventinesi arrestarono il landfogto Jakob Anton Gamma. Vennero quindi inviati due ambasciatori ad Altdorf a trattare, ma non fu raggiunto alcun compromesso: Uri chiese il rilascio del Landfogto e minacciò un intervento armato in Leventina. L'11 maggio 1755 ad Altdorf venne convocata d'urgenza una Dieta generale per decidere sull'episodio. Con Uri si schierano Untervaldo e Lucerna. La milizia urana prese posizione nell'Orsera, immediatamente a nord del Passo. Il 15 maggio le autorità urane incontrarono una delegazione leventinese, ma le trattative si arenano una seconda volta. Nella notte tra il 21 e il 22 maggio le truppe di Uri e di Untervaldo varcano il passo e si diressero su Faido. Il loro passaggio non provocò reazioni fra la popolazione (i contemporanei agli eventi riferiscono di “indifferenza” e “qualche scherno”). Occupata Faido, la milizia di Uri (aiutata da contingenti provenienti da Bellinzona, Blenio e Riviera) iniziò le ricerche degli esecutori materiali dell'arresto del Landfogto. Vennero fermati: l'alfiere  Giovan Antonio Forni, il capitano  Lorenzo Orsi di Rossura e il procuratore  Giuseppe Sartore di Dalpe. Costoro, ritenuti i principali responsabili, vennero condannati a morte per decapitazione: la sentenza venne eseguita a Faido, sul Piano della croce (oggi Piazza Stefano Franscini) dal landscriba Francesco Antonio Scolari. Altri leventinesi, giudicati responsabili della Rivolta, verranno arrestati e trasferiti ad Altdorf, altri ancora riusciranno a fuggire (sugli alpeggi, in Val Maggia, in Valle Morobbia). Ai vallerani, obbligati a convenire a Faido per assistere alla sentenza e all'esecuzione, venne imposto un nuovo statuto. Le esecuzioni stroncarono definitivamente la Rivolta della Leventina. Pochi giorni dopo, il 3 giugno 1755, il contingente militare si ritirò dalla valle. Il 28 ottobre venne promulgato da Uri un nuovo statuto che ridimensionò le prerogative dalla Valle e del Parlamento di Leventina. La compilazione degli inventari sui beni dei minori (le tutele), che aveva scatenato la protesta, venne nuovamente imposta (ma gli inventari tendono a scomparire già a partire dal 1756). Vennero ampliate le competenze giuridiche del Landfogto, venne limitato il diritto di riunione e venne abolito il Consiglio di Valle.